# Ranunculus deripovae
Ranunculus deripovae — вид квіткових рослин з родини жовтецевих (Ranunculaceae).

## Поширення
Росте в Україні та європейській частині Росії.